# Barilović
Barilović – wieś w Chorwacji, w żupanii karlowackiej, siedziba gminy Barilović. W 2011 roku liczyła 300 mieszkańców.

## Charakterystyka
Barilović jest położony 17 km na południe od Karlovaca, nad rzeką Koraną. Miejscowa gospodarka oparta jest na rolnictwie.

## Historia
Ufortyfikowany gród wzniesiono na nieregularnym planie. W XVI wieku Barilović należał do rodu Bariloviciów. Na początku XVII wieku wszedł w skład Pogranicza Wojskowego. Do 1871 roku był siedzibą oddziału straży granicznej. Stare miasto Barilovicia zostało zniszczone w trakcie II wojny światowej i od tej pory jest opuszczone.